# Christoph Drecoll

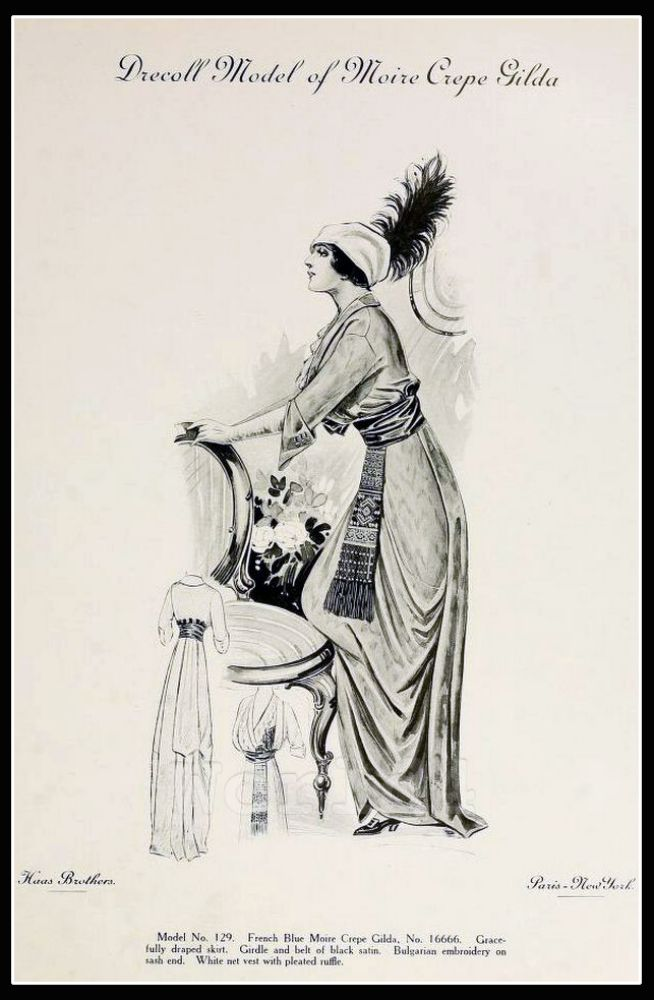
Ontwerp van Drecoll, Parijs, voorjaar 1913

Johann Wilhelm Rudolf Christoph von Drecoll (Hamburg, 21 november 1851 – Lobetal, Bernau bei Berlin, 17 november 1939) was een Duitse couturier.

## Leven
Drecoll volgde een opleiding bij het Hamburgse modehuis Röper & Messerschmidt. Hierna ging hij naar Wenen, waar hij eerst bij Josef Hallauer werkte en vervolgens, in de jaren 1880, een eigen modehuis opende. Hij kreeg bekendheid dankzij zijn toneelkostuums, vooral het kostuum dat hij 1895 ontwierp voor het debuut van de actrice Adele Sandrock in haar rol als Maria Stuart in het Burgtheater. Hij ontwierp ook rijkostuums, onder andere voor keizerin Elisabeth van Oostenrijk-Hongarije. In 1895 werd het Weense modehuis overgenomen door de Nederlandse firma Kahn und Berg. Drecoll opende in 1905 een modehuis in Parijs, dat tot 1930 bestond. Hij had ook vestigingen in New York en Berlijn.
De stijl van Drecoll was extravagant en zijn tijd ver vooruit. Hij zou in 1892 de beslissende impuls hebben gegeven voor de opkomst van de schapenboutmouw.